# أشهب بن عبد العزيز
أشهب بن عبد العزيز القيسي هو أبو عمرو أشهب بن عبد العزيز بن داوود بن إبراهيم القيسي الجعدي الفقيه المالكي المصري، وقيل: اسمه مسكين ولقبه أشهب. (140 هـ - 204 هـ) مفتي مصر، وكان أشهب على خراج مصر، وكان صاحب أموال وحشم.

## روايته للحديث
- حدّث عن: الليث بن سعد، ويحيى بن أيوب الغافقي، سليمان بن بلال، وبكر بن مضر، وداود بن عبد الرحمن العطار، وآخرين.
- حدث عنه: الحارث بن مسكين، ويونس بن عبد الأعلى، وبحر بن نصر، ومحمد بن عبد الله بن عبد الحكم، ومحمد بن إبراهيم بن المواز، وسحنون بن سعيد فقيه المغرب، وعبد الملك بن حبيب السلمي فقيه الأندلس، وهارون بن سعيد الأيلي، وآخرون. وكان سحنون يقول: «رحم الله أشهب، ما كان يزيد في سماعه حرفًا واحدًا.»[2]

## فقهه
كان أشهب فقيهًا ومفتيًا في مصر، قال أبو عمر بن عبد البر: «كان فقيهًا حسن الرأي والنظر، فضله ابن عبد الحكم على ابن القاسم في الرأي، فذكر هذا لمحمد بن عمر بن لبابة الأندلسي، فقال: إنما قال ذلك ابن عبد الحكم، لأنه لازم أشهب، وكان أخذه عنه أكثر، وابن القاسم عندنا أفقه في البيوع وغيرها.»، وكان محمد بن عبد الله بن عبد الحكم يقول: «أشهب أفقه من ابن القاسم مائة مرة.»، وقد أدرك أسد بن الفرات، وسعيد بن أبي مريم.

### لقاؤه بالشافعي
أدرك أشهب الشافعي لما قدم لمصر، وقال الشافعي: «ما أخرجت مصر أفقه من أشهب، لولا طيش فيه»، قال محمد بن عبد الله بن عبد الحكم: سمعت أشهب في سجوده يدعو على الشافعي بالموت فذكرت ذلك الشافعي فأنشد متمثلًا من الطويل:
قال: فمات الشافعي فاشترى أشهب من تركته عبدًا، ثم مات أشهب فاشتريت أنا ذلك العبد من تركة أشهب، وكانت وفاة أشهب في شهر رجب سنة أربع ومائتين بعد الشافعي بثمانية عشر يومًا، وقيل: بشهر واحد.

وعلق الذهبي على هذه القصة:
| أشهب بن عبد العزيز | ودعاء أشهب على الشافعي من باب كلام المتعاصرين، بعضهم في بعض، لا يعبأ به، بل يترحم على هذا، وعلى هذا، ويستغفر لهما، وهو باب واسع، أوله موت عمر وآخره رأيناه عيانًا، وكان يقال لعمر: قفل الفتنة. | أشهب بن عبد العزيز |